# Douglas Costa
Douglas Costa de Souza (* 14. September 1990 in Sapucaia do Sul) ist ein brasilianischer Fußballspieler. Der Flügelstürmer steht seit August 2024 beim Sydney FC unter Vertrag.

## Vereinskarriere

### Jugend
Douglas Costa wurde in Sapucaia do Sul im Bundesstaat Rio Grande do Sul geboren und begann 2001 in der Jugendabteilung des EC Novo Hamburgo mit dem Fußballspielen. Im Verein spielte er knapp ein Jahr, danach wechselte er in die Jugendabteilung vom Grêmio FBPA, durchlief dort bis 2008 mehrere Altersklassen und weckte während dieser Zeit bereits das Interesse einiger europäischer Spitzenvereine. Im März 2008 wurde er beim Punta Cup in Uruguay, bei dem er mit der Mannschaft als Zweitplatzierter abschloss, als Torschützenkönig und bester Spieler des Turniers ausgezeichnet.

### Grêmio Porto Alegre
Am 4. Oktober 2008 (28. Spieltag), beim 2:1-Sieg im Heimspiel von Grêmio Porto Alegre gegen Botafogo, gab Costa sein Profidebüt in der Série A. Von Beginn an eingesetzt, erzielte in der 33. Minute den Ausgleichstreffer zum 1:1 und wurde kurz nach dem 2:1-Siegtreffer durch seinen Mitspieler Réver Humberto Alves Araújo in der 66. Minute durch Makelele ausgewechselt. Auch in seinem zweiten Ligaspiel, nur vier Tage später, zeigte er über 90 Minuten gute Leistungen und bereitete beide Tore beim 2:0-Sieg im Heimspiel gegen den Santos Futebol Clube vor. Es folgten vier weitere Ligaspiele und am Saisonende belegte er mit der Mannschaft in der Série A – mit einem Abstand von nur drei Punkten auf den Meister FC São Paulo – den zweiten Platz in der Meisterschaft.
Zudem gewann er 2008 die Taça Belo Horizonte de Juniores, den Pokalwettbewerb für brasilianische U20-Vereinsmannschaften und wurde ihr Torschützenkönig. Ähnlich erfolgreich spielte Costa in der Spielzeit 2009, in der er 22 Ligaspiele (anfangs zumeist Kurzeinsätze) bestritt, ein Tor erzielte, vier Torvorlagen gab und immer gute Leistungen zeigte. Im selben Jahr gewann Costa mit seinem Team die Campeonato Brasileiro Sub-20 sowie die Copa Santiago de Futebol Juvenil.
Costa wurde als eines der größten brasilianischen Fußballtalente angesehen und von einigen europäischen Spitzenvereinen, wie dem FC Chelsea, Manchester United, FC Arsenal, Real Madrid, FC Barcelona, FC Villarreal oder dem FC Bayern München umworben. Sein erster Profiverein Grêmio Porto Alegre besaß Anfang Januar 2010 80 Prozent Anteil an den Transferrechten; 20 Prozent Anteil standen Costa zu. Zuvor wurde vermeldet, dass sein Vertrag eine Ausstiegsklausel enthalte, die ab einer fixen Ablösesumme von umgerechnet 26 Millionen Euro greifen würde; sein Vertrag lief bis zum Februar 2013.

### Schachtar Donezk
Im Januar 2010 wechselte Costa zum ukrainischen Erstligisten Schachtar Donezk, der dem brasilianischen Verein eine Ablösesumme von geschätzten 6,5 Millionen Euro überwies. Dafür bekam Schachtar Donezk 80 % der Transferrechte; die restlichen 20 % blieben im Besitz von Grêmio Porto Alegre. Nach Alex Teixeira im Dezember 2009 war Costa der zweite brasilianische Spieler, der in der Winterpause nach Donezk wechselte.

### FC Bayern München

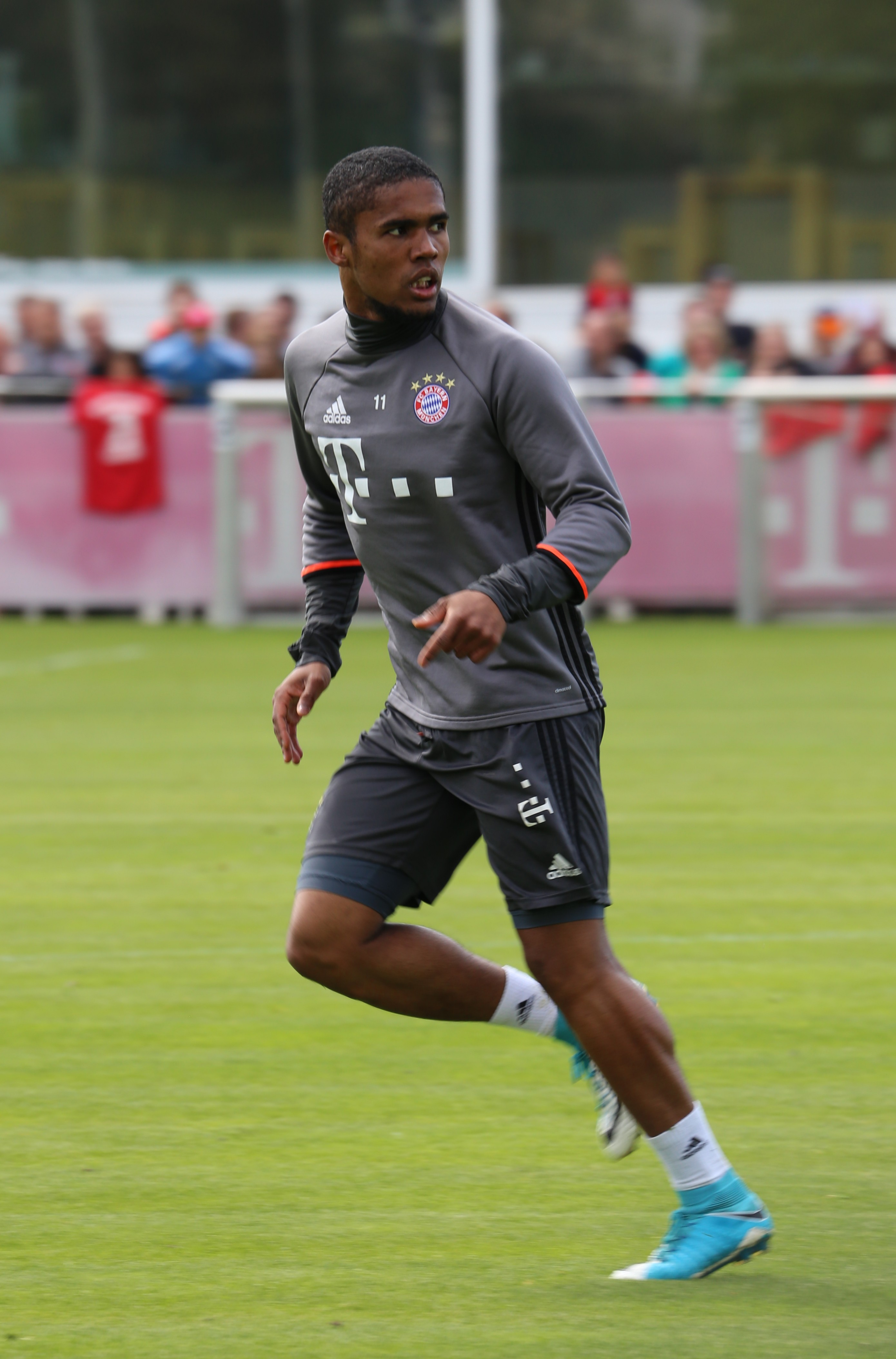
Beim Training auf dem Gelände des FC Bayern München (2017)

Zur Saison 2015/16 wechselte Costa in die Bundesliga zum FC Bayern München und unterschrieb einen Vertrag bis 2020. Sein Pflichtspieldebüt gab er am 1. August 2015 beim Spiel um den DFL-Supercup, das mit 4:5 im Elfmeterschießen gegen den VfL Wolfsburg verloren wurde. Dabei verwandelte er als letzter Bayern-Spieler seinen Elfmeter zum 4:4. Bei seinem Bundesligadebüt am 14. August 2015 (1. Spieltag) bereitete er beim 5:0-Sieg im Heimspiel gegen den Hamburger SV ein Tor vor und erzielte den Treffer zum 5:0 selbst. Am 7. Mai 2016 (33. Spieltag) wurde Costa in seiner ersten Saison mit dem FC Bayern München Deutscher Meister. Dabei war er mit 14 Torvorlagen in der Bundesliga bester Vorlagengeber seiner Mannschaft. Mit dem Pokalsieg am 21. Mai 2016 konnte er in seiner ersten Saison in München das Double feiern. Dazu verwandelte er beim 4:3-Sieg i. E. gegen Borussia Dortmund in Berlin den entscheidenden Elfmeter. 2017 gewann er mit dem FC Bayern München erneut die deutsche Meisterschaft.

### Juventus Turin
Zur Saison 2017/18 wechselte Costa für sechs Millionen Euro auf Leihbasis in die italienische Serie A zu Juventus Turin. Nach Ablauf der Leihe stand Juventus eine Kaufoption in Höhe von 40 Millionen Euro zu, die sich durch Bonuszahlungen um eine Million Euro erhöhen kann. Er debütierte am 19. August 2017 (1. Spieltag) beim 3:0-Sieg im Heimspiel seiner Mannschaft gegen Cagliari Calcio mit Einwechslung für Juan Cuadrado in der 74. Minute. Er absolvierte 31 Ligaspiele und erzielte vier Tore. Mit Juventus wurde Costa italienischer Meister und Pokalsieger.
Zur Saison 2018/19 erwarb Juventus Turin für die festgeschriebene Ablösesumme die Transferrechte an Costa und stattete ihn mit einem Vertrag mit einer Laufzeit bis zum 30. Juni 2022 aus. In den folgenden beiden Spielzeiten kam er jedoch nur als Ergänzungsspieler zum Einsatz.

### Rückkehr zum FC Bayern
Anfang Oktober 2020 kehrte Costa kurz vor dem Ende der Transferperiode leihweise zum FC Bayern München zurück. Dort gewann er vorzeitig die Meisterschaft, ehe sein Vertrag im Mai 2021 noch vor Saisonende aufgelöst wurde.

### Rückkehr zu Grêmio
Nach Auflösung seines Vertrages in München kehrte Costa auf Leihbasis zum Grêmio FBPA zurück.

### LA Galaxy
Auf Leihbasis spielte er ab Februar 2022  für den US-amerikanischen Erstligisten LA Galaxy. Im Oktober 2023 wurde bekannt, dass sein zum Jahr 2024 auslaufender Vertrag nicht verlängert wird.

### Fluminense
Im Januar 2024 schloss er sich dem Fluminense FC in seiner brasilianischen Heimat an. Im Juli des Jahres wurde sein Kontrakt mit dem Klub wieder aufgelöst.

### Sydney FC
Im August 2024 wechselte er nach Australien zum Sydney FC und unterschrieb dort einen Vertrag bis 2026.

## Nationalmannschaft
Costa, der zuvor bereits in der U19-Auswahl seines Heimatlandes aktiv gewesen war und mit der Mannschaft die U19-Copa-Sendai 2008 in Japan gewonnen hatte, absolvierte im Jahr 2009 zwölf Länderspiele für die U20-Nationalmannschaft. Mit ihr gewann er die U20-Südamerikameisterschaft 2009. Später kam er bei der Junioren-Weltmeisterschaft 2009 in Ägypten zu vier Einsätzen, bei denen er ein Tor erzielte und zwei Torvorlagen gab. Mit der U20-Nationalmannschaft erreichte er das Finale, das im Elfmeterschießen mit 3:4 gegen die Auswahl Ghanas verloren wurde.
Am 12. November 2014 debütierte Costa unter Trainer Carlos Dunga in der Seleção, als er beim 4:0-Sieg im Test-Länderspiel gegen die Auswahl der Türkei für Willian eingewechselt wurde.
Costa war in den Kader für die Olympischen Sommerspiele 2016 berufen worden, musste die Teilnahme aber verletzungsbedingt absagen.

## Spielmanipulation
Ende Februar 2018 gestand Costa eine Spielmanipulation in der Série A 2009 ein. Die Klubführung sowie Fans seines damaligen Klubs Grêmio sollen die Spieler beeinflusst haben, ein Spiel gegen den CR Flamengo am letzten Spieltag der Saison bewusst zu verlieren. Hintergrund war der mögliche Titelgewinn des Lokalrivalen SC Internacional. Dieser hätte bei einem Sieg und gleichzeitiger Niederlage oder Unentschieden von Flamengo Meister werden können. Aus Angst vor Übergriffen der Fans von Grêmio sollen die Spieler absichtlich verloren haben. Durch die Niederlage von Grêmio wurde Flamengo Meister.

## Erfolge
Juventus Turin
- Italienischer Meister 2018, 2019, 2020
- Italienischer Pokalsieger: 2018
- Italienischer Supercupsieger: 2018

FC Bayern München
- FIFA-Klub-Weltmeister 2020
- Deutscher Meister 2016, 2017, 2021
- DFB-Pokal-Sieger 2016
- DFL-Supercup-Sieger 2016

Schachtar Donezk
- Ukrainischer Meister: 2010, 2011, 2012, 2013, 2014
- Ukrainischer Pokal-Sieger: 2011, 2012, 2013
- Supercup-Sieger: 2011, 2013, 2014, 2015

Grêmio FBPA
- Sieger der Copa Santiago de Futebol Juvenil (U19): 2008
- Sieger der Campeonato Brasileiro Sub-20: 2008
- Sieger der Taça Belo Horizonte de Juniores (U20): 2008
- Vizemeister der Série A: 2008

Fluminense FC
- Recopa Sudamericana: 2024

Nationalmannschaft
- Sieger der U17-Copa-Sendai: 2008
- Sieger der Campeonato Sudamericano U20: 2009
- Finalist bei der Junioren-WM 2009 in Ägypten

## Auszeichnungen
- Mitglied der VDV 11: 2015/16
- Einstufung als „Weltklasse“ in der Rangliste des deutschen Fußballs: Winter 2015/16
- Torschützenkönig der Taça Belo Horizonte de Juniores: 2008